# 鍾樹明
鍾樹明（1964年—），中華民國陸軍二級上將、臺灣屏東縣客家人，畢業於陸軍官校正55期（1986年班；75年班）畢業，砲兵官科，現任國防部軍備副部長，曾任陸軍司令、陸軍副司令、陸軍六軍團指揮官、蔡英文總統府侍衛長、參謀本部作戰及計劃參謀次長、憲兵指揮官、陸軍六軍團副指揮官、國防部部長嚴德發辦公室主任等職。2025年1月16日升任國防部軍備副部長。

## 晉任
2012年1月1日晉任少將，2017年7月1日晉任中將。2022年9月1日升任陸軍副司令。2023年5月1日，升任陸軍司令，同時晉任二級上將。

## 作風
鍾氏在軍中屬前部長嚴德發人馬，且因常擔任「救火隊」角色，其歷任職務多而每段任期相當短暫，經歷相當特殊。鍾氏在軍方內部屬於「陸軍改革派」，曾負責陸軍與美軍對接各項演訓，並落實美軍提出的改進作戰訓練與戰術作為。

## 荣誉

### 中华民国勋章奖章
- 三等云麾勋章（2022年8月31日于桃园龙胜营区颁授[6]）
- 二等云麾勋章（2025年1月15日於台北總統府颁授[7]）

## 備註
1. ↑  同期畢業將領有張捷、楊海明、羅德民 、王瑞麟、周廣齊、王紹華、董玉文等